# Веселицкий, Пётр Петрович
Пётр Петрович Веселицкий, Веселитский (1711, Далмация — 1786) русский офицер, дипломат, разведчик, действительный статский советник (1781). Резидент при Крымском хане (1771) и посол Российской империи в Крымском ханстве (1780).

## Биография
По происхождению «из далматинских дворян»: по одной из версий, прямой потомок князей Божидар. Сын князя Петра Веселичика (?), владевшего землями недалеко от Требинье (города около Дубровника) и утратившего их во время русско-турецкой войны 1710-1713. В раннем детстве был вывезен в Россию своим двоюродным братом Славуй Николаевичем Требинским (Угричич де Требинье). Пять лет обучался в Вене и путешествовал по Европе, вернулся в Россию в 1733 году.

### Военная карьера
Был принят на службу в качестве правителя дел одной из походных канцелярий армии графа Б. К. Миниха. Участвовал в русско-турецкой войне 1735-1739 годов. В звании поручика от кавалерии отправился в поход на Крым в 1735 году, который окончился провалом, а Веселицкий с казацкой командой был оставлен на пограничном посту у Днепра на два года. В 1738 году Веселицкий участвовал в походе на Днестр под командованием графа А. И. Румянцева.

### Дипломатическая карьера
Знал пять языков: греческий, латынь, итальянский, валахский и польский. В 1739 году поступил в качестве переводчика «для секретной с конфидентами заграничной переписки» к тайному советнику И. И. Неплюеву и заведовал отделом, ведущим перлюстрацию всей зарубежной корреспонденции, поступающей в Малороссию.
В 1740 году был переведён в Коллегию иностранных дел. В 1740-1743 годах участвовал в работе совместной с турками комиссии по демаркации границы между двумя государствами по рекам Буг и Днепр. В 1743 году определён в Секретную экспедицию КИД в С.-Петербурге в качестве секретаря, занимаясь переводами на русский язык донесений дипломатической службы, составленных для правительств своих стран послами Франции, Пруссии, Австрии, Италии, Польши. В 1751 году был послан с дипломатической миссией в Ригу - для «перлюстрации и наблюдения за поведением тамошних обывателей». Деятельность Веселицкого разоблачила трёх шведских лазутчиков, занимавшихся сбором сведений о численном составе и вооружении русского гарнизона.
Во время Семилетней войны – чиновник канцелярии главнокомандующего русской армии С. Ф. Апраксина. В конце 1763 года в чине канцелярии советника по указу Сената был определён в помощники Киевского генерал-губернатора И. Ф. Глебова для управления пограничными делами.

### В сношениях с Крымским ханством
Вместе с бывшим консулом в Крыму А. Ф. Никифоровым создал на полуострове сеть секретных агентов. С началом русско-турецкой войны 1768-1774 годов правитель дел канцелярии командующего 2-й армией П. И. Панина. В 1770 году был послан в Едисанскую орду для содействия её переходу под покровительство России, в 1771 году — в Ногайскую орду по сходному вопросу и для улаживания инцидента об ограблении ногайцев запорожцами, заплатив от имени российского правительства 14 тыс. рублей за убытки.
В 1771 году, после занятия Крыма войсками В. М. Долгорукова-Крымского, Веселицкий был произведён в статские советники и назначен резидентом при крымском хане Сахибе II Гирее.
Встал вопрос о том, кто в дальнейшем будет представлять интересы России и в Бахчисарае. Выбор иностранной коллегии остановился на П. П. Веселицком. В его задачи входило наблюдение за исполнением союзного договора, информирование иностранной коллегии о «крымских обстоятельствах» и решение текущих консульских вопросов. Его резиденция размещалась в Бахчисарае в христианском квартале. В штат консульства входили резидент П. П. Веселицкий с 2400 рублями жалования в год, секретарь, переводчик, канцелярист, подканцелярист, два толмача, лекарь и 11 человек обслуживающего персонала. Кроме этого, при консуле находилась команда казаков для охраны.
Передал ему акт, которым предусматривался выход ханства из войны на стороне Турции, объявлялись независимость Крымского полуострова и обязательство крымцев вступить в союз и вечную дружбу с Россией как своей освободительницей от турецкого ига. Согласно личным инструкциям Екатерины II, Веселицкий должен был потребовать от хана, чтобы тот попросил Екатерину принять в своё подданство города Керчь, Еникале и Кафу, однако Сахиб-Гирей не собирался отдавать свои крепости русским. В итоге Веселицкий получил распоряжение из Петербурга прекратить обсуждение этого вопроса и сконцентрировался на создании разветвлённой шпионской сети, которая нашла доказательства контактов татар с турками. Весной 1772 года было получено известие о подготовке татарами восстания и ожидании ими турецкой помощи. Веселицкий регулярно получал информацию от своих местных конфидентов Бекир-эфенди и Чатырджи-баши о тайных совещаниях в ханском дворце. Наконец, было получено сведение о том, что татары решили выступить 24 мая 1772 года. Веселицкий через своего переводчика добился аудиенции у хана в этот же день, прямо обвинил его в готовящемся против России заговоре и предупредил, что русские войска готовы отреагировать на это. Он покинул дворец, не попрощавшись. Восстание не началось. 1 ноября 1772 года усилиями Веселицкого и приехавшего в том же году полномочного посла генерала Е. А. Щербинина договор о передаче крепостей русским был подписан.
Во время высадки турецкого десанта при Алуште и мятежа в Крымском ханстве он был захвачен в Бахчисарае. 21 июля 1774 года он с секретарем С.Дементьевым был вызван в ханский дворец, где его арестовали, а все сотрудники консульства и охрана (около 30 человек) были перебиты протурецкой партией. Жизнь сохранили только резиденту, его жене, сыну-младенцу, пасынку и секретарю С. Дементьеву). После получения известия о заключении Кучук-Кайнарджийского мира освобождён. По окончании боевых действий Гаджи-Али-Паша передал П. П. Веселицкого командующему русскими войсками В. М. Долгорукову. В 1775 году руководитель «Комиссии по татарской негоциации» при главнокомандующем русской армией П. А. Румянцеве. В 1780 году и вплоть до 1783 чрезвычайный посланник и полномочный министр при хане Шагин-Гирее. Весной 1780 года он прибыл в новую столицу ханства - город Кафу. Штат посольства не слишком расширился по сравнению с резидентством, но сам П. П. Веселицкий получал вдвое больший оклад как посланник. Сыграл большую роль в подготовке присоединения Крымского ханства к Российской империи. Пережил события нового мятежа против Шагин-Гирея в 1782 году, когда им вместе с ханом пришлось бежать на русском корабле из Кафы в Керчь, а затем перебираться в Петровскую крепость на Азовском море, откуда с помощью русских войск Шагин был вновь водворен на престоле. Умер в 1786 году.

## Семья

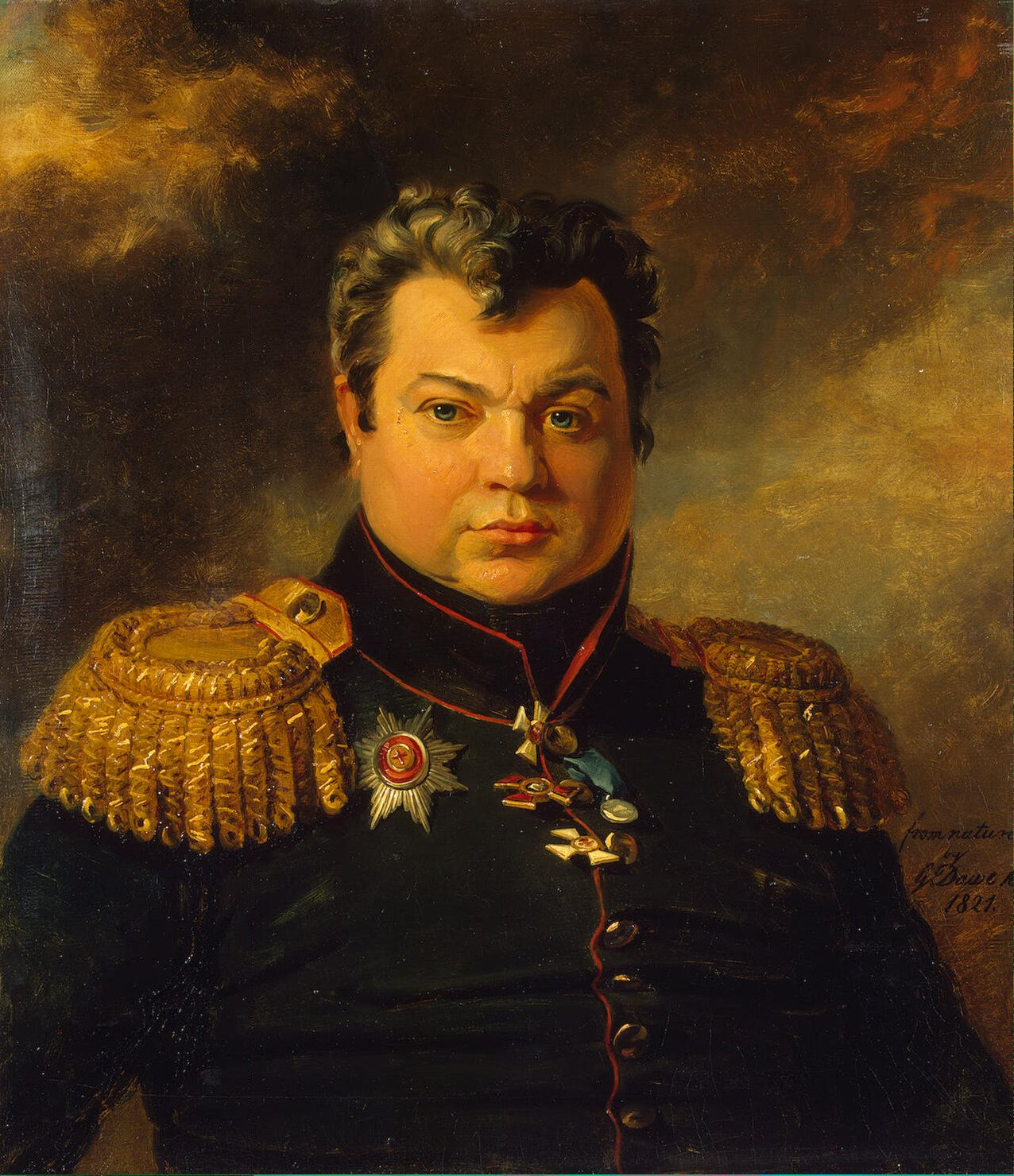
Портрет Гавриила Петровича Веселитского кисти Джорджа Доу, из состава Военной галереи Зимнего дворца

- Портрет Гавриила Петровича Веселитского кисти Джорджа Доу, из состава Военной галереи Зимнего дворцажена Ульяна Константиновна Леонтович (ок. 1737-1822), дочери золотоношского сотника К. Л. Леонтовича, в первом браке Белуха-Кохановская. По воспоминаниям современников, «представительницей прежнего, согласного, благополучного киевского общества оставалась одна почтенная, умная, добрая и даже еще красивая старушка... Иульяна Константиновна Веселицкая, по первому мужу Белуха-Кохановская, имела решительно пристрастие к Киеву; не только власть поляков, нашествие татар не могло бы заставить ее из него выехать, тем более, что она жила долго с ними. Второй муж ее был последним русским посланником при предпоследнем хане крымском; но он дани ему не платил, а по состоянию вдовы его, по драгоценным вещам, коими она владела, заметно было, что дань он сам от него принимал. От обоих браков госпожа Веселицкая имела по нескольку сыновей и по нескольку дочерей: одни были давно женаты, другие замужем. Посреди нежно-подобострастного, многочисленного потомства, коим она кротко повелевала, казалась она в доме своем какою-то царицей... Вообще постоянное её веселонравие, приличная её летам шутливость и украинский её язык делали её для всех приятно-оригинальною... Нельзя себе представить, как эта женщина была любима и уважаема своими знакомыми... Ни одного поляка нельзя было у неё встретить, зато русские бывали всякий, кто хотел»[5].

сыновья участвовали в Отечественной войне 1812 года
- Веселицкий (Веселитский), Гавриил Петрович ( (10.07.1774 – 30.09.1829)) командовал русской артиллерией в боях под Брестом, Борисовом, в Березинской операции, генерал-лейтенант (22.08.1826)[6];
- Веселицкий, Пётр Петрович (1777-1812) подполковник 24-й артиллерийской бригады, погиб в Бородинском сражении;
- дочь (имя неизвестно), которая была замужем за П. Х. Зуевым, подпоручиком лейб-гвардии, в отставке - директором Главного народного училища Пскова.